# Suffield, Connecticut
Suffield är en kommun (town) i Hartford County i delstaten Connecticut, USA. Vid folkräkningen år 2000 bodde 13 552 personer på orten. Den har enligt United States Census Bureau en area på totalt 111,1 km² varav 1,9 km² är vatten.